# Onofrio Zanotti
Onofrio Zanotti, född 1787 i Bologna, död där 1861, var en italiensk målare i Bolognaskolan, gift med Clementina Gandolfi
Zanotti var lärjunge till Giuseppe Fancelli och Gaetano Caponeri.